# Сіллаотса
Сі́ллаотса (ест. Sillaotsa küla) — село в Естонії, у міському самоврядуванні Пайде повіту Ярвамаа.

## Населення
Чисельність населення на 31 грудня 2011 року становила 60 осіб.

## Географія
Село лежить у північному передмісті Пайде.
Через населений пункт проходить автошлях 5 (Пярну — Раквере — Симеру).

## Історія
З 24 жовтня 1991 до 25 жовтня 2017 року село входило до складу волості Пайде.